# Msat
Az MSat egy műholdas kereskedelmi tévécsatorna volt. 1994. szeptember 16-án indult Antenna 3 (A3) néven, majd 1996. október 8-án nevet váltott. A névváltás után elindult a műholdas adás, így a vidéki kábelhálózatok kínálatában is megjelent. Ez volt az első napi 24 órában sugárzó magyar televízió.
A csatornán voltak először láthatóak korhatárjelzések. Ezeket több műsorszolgáltató vette át és használta a médiatörvény 2002-es módosításáig.

## Műsorkínálat
A csatorna elsősorban szórakoztató, ifjúsági és zenei műsorokat sugárzott, fő célcsoportja a 18-35 év közötti korosztály volt.
Láthatók voltak filmek, sorozatok, saját gyártású show/magazinműsorok, de itt futott a MusicBox interaktív zenei kívánságműsor is. 1998. augusztusában a hazai Nickelodeon gyerekcsatorna is itt kezdte el sugárzását (eleinte 4, majd április 25-től napi 12 órában).
Az induló A3 korszakban a csatorna részben zenetévéként működött. Minden délelőtt más-más műsorvezető volt látható a képernyőn, akik később befutott zenészek lettek, vagy más csatornáknál folytatták műsorvezetőként. 
Itt ismerkedhetett meg a közönség Csiszár Jenővel, Sárközi Anita énekesnővel, a botrányhős Márton Csabával, és a később botrányhőssé lett Császár Előddel. 
Továbbá más, kevésbé tartós ismeretségű szereplő is itt tűnt fel (pl. a G-Play rap/popzenekar tagjai). Ezek a műsorok interaktív és kötetlen betelefonálós műsorként működtek, melyeket bizonyos időközönként zenei videó klipek szakítottak meg.
Az MSat megszűnése után 1999. október 6-tól a Nickelodeon, majd 1999. november 12-től a MusicBox is önálló csatornaként kezdett sugározni. Utóbbi 2000. augusztus 23-án megszűnt.

## Megszűnés
A műholdas sugárzás 1999. szeptember 24-én 15 órakor szűnt meg. Az MSat tulajdonosa nem fizette ki a sugárzási díjat az Antenna Hungáriának, így a kábelhálózatokon a csatorna helyén már csak egy monoszkóp volt látható. A budapesti AM-Mikro rendszeren - az Antenna Digital elődje - 1999. október 5-én szüntették meg a sugárzást, ezzel a csatorna végleg megszűnt.

## Műholdas vételi adatok
- AMOS 1 (Nyugati 4 fok)
- 11,308 GHz, horizontális polarizáció
- MPEG 2/DVB kódolatlan műsor
- SR: 22860 FEC: 7/8 VPID: 300 APID: 301 PCR: 300